# Toxocara canis
 Toxocara canis  (deutsch: Hundespulwurm) ist neben Toxascaris leonina der häufigste Spulwurm, der bei Hunden zu finden ist. Der Mensch ist ein Fehlwirt, das heißt, die Larven können nicht geschlechtsreif werden. Die Larven können Krankheitsbilder verursachen, die in Abhängigkeit von der Lokalisation der Infektion als Larva migrans cutanea (bei Befall der Haut) oder als Larva migrans visceralis (Verdauungstrakt) bezeichnet werden.
Die Infektion verläuft oft über Monate unbemerkt und ruft erst bei Massenbefall Symptome hervor. Am häufigsten sind Infektionen beim Jungtier, diese können auch tödlich sein. Reinfektionen verlaufen schwächer oder symptomlos, dennoch werden Eier ausgeschieden. 

## Auftreten
Die Art tritt bei verschiedenen Arten der Hunde auf, darunter dem Haushund, dem Wolf (Canis lupus), dem Goldschakal (C.  aureus), dem Dingo (C. dingo), dem Kojoten (C.  latrans), dem Rotfuchs (Vulpes  vulpes), dem Polarfuchs (V. lagopus), und dem Fennek (Megalotis  zerda). Sie kann bei Haushunden sowie bei wildlebenden Hunden gemeinsam mit Toxascaris leonina als Doppelinfektion vorkommen.

## Merkmale
Adulte Würmer sind glatt und rundlich, der Körperbau ist typisch fadenwurmartig. Sie erreichen eine Länge von 8 bis 18 cm. Die Eier sind dickwandig und erreichen einen Durchmesser von 75 µm.

## Lebenszyklus

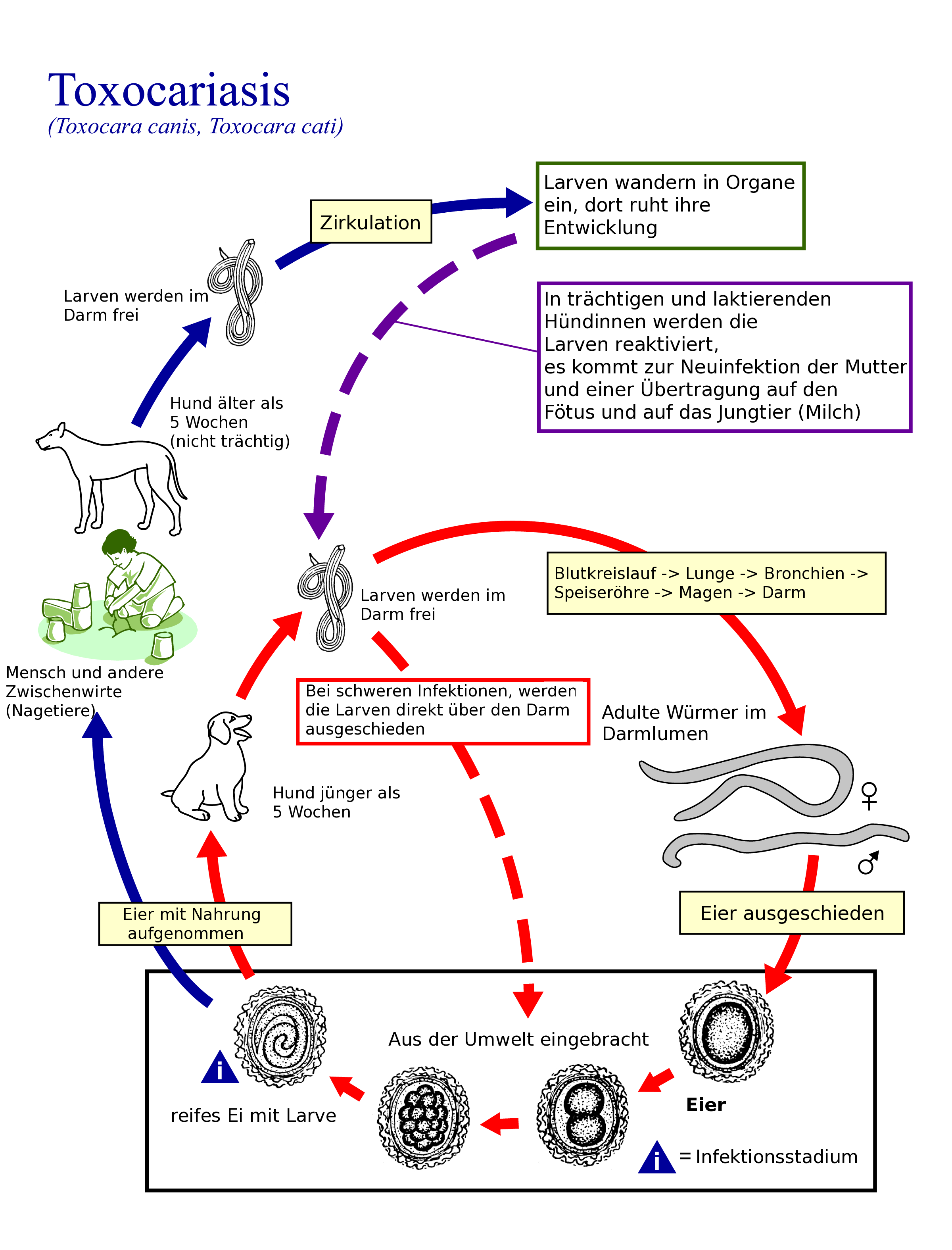
Lebenszyklus von Toxocaris sp.

Die Eier benötigen eine Reifezeit von 10 bis 15 Tagen, in dieser Zeit bilden sich im Ei die Larven 1–3. Hunde oder Nagetiere nehmen die reifen Eier mit der Nahrung auf. Am häufigsten fungieren Mäuse als paratenische Wirte. Sie können die Larven beherbergen, in ihnen findet aber keine Weiterentwicklung statt.
Frisst nun der Hund infizierte Nagetiere oder nimmt die reifen Eier auf, gelangen diese in den Darm. Die Larve 3 wandert über die Pfortader (Vena portae) in die Leber und dann in die Lunge ein, von dort gelangen sie in die Lunge und Luftröhre und werden ausgehustet oder erneut verschluckt. Die Körperwanderung dauert etwa 10 Tage. In dieser Zeit erfolgen mehrere Häutungen zur Larve 4. 25 bis 30 Tage nach der Infektion entwickelt sich im Dünndarm aus der Larve der adulte Wurm; die Weibchen produzieren unreife Eier, die über den Darm ausgeschieden werden. Darüber hinaus besteht die Möglichkeit der somatischen Wanderung (Körperwanderung), vor allem bei älteren, immunkompetenten Hunden. Hierbei wandern die Larven in andere Organe (vor allem die Skelettmuskulatur), werden eingekapselt und legen ein Ruhestadium ein, bei dem sie mehrere Jahre infektiös bleiben können. Bei dieser Körperwanderung kann die Milchdrüse besiedelt werden und mit einsetzendem Säugen kommt es zur Infektion der Hundewelpen über die Muttermilch. Eine weitere Infektionsmöglichkeit für Hunde ist die direkte Darminfektion mit der Larve 4, auf die das Immunsystem des Hundes nicht reagiert. Für diese transplantatorische Infektion sind vor allem säugende Hündinnen prädisponiert, die sich beim Ablecken ihrer Welpen anstecken. Bei trächtigen Hündinnen wird auch der Fötus befallen (intrauterine Infektion), die Larven wandern hierbei chemotaktisch durch verschiedene Wachstumsfaktoren (vor allem TGF-β) aktiviert über die Plazenta ein und von dort in die Leber der Feten. Nach der Geburt der Welpen wandern die Larven weiter über die Lunge und in den Darm.

## Therapie
Zur Behandlung von Infektionen mit Toxocara canis beim Menschen werden Albendazol oder Mebendazol als Antiparasitika eingesetzt.
Behandelt wird ein Spulwurmbefall beim Hund mit Flubendazol, Fenbendazol, Febantel, Milbemycinoxim, Pyrantel oder Avermectinen. Vor allem bei Welpen empfehlen sich Entwurmungen im zweiwöchigen Abstand bis zu einem Alter von zwölf Wochen. Mit den Wirkstoffen Emodepsid und Fenbendazol können auch die wandernden Larven im Tier bekämpft werden. Emodepsid und Selamectin können auch zur Verhinderung der transplazentaren Übertragung des Spulwurms eingesetzt werden.